# Batalion Pionierów Nr 15 w Ptuju (austro-węgierski)
Batalion Pionierów Nr 15 (PB. 15) – oddział pionierów cesarskiej i królewskiej Armii.

## Historia batalionu
Z dniem 1 maja 1893 roku, w Klosterneuburgu (2 Korpus), został sformowany Batalion Pionierów Nr 15. Nowa jednostka została utworzona z 1. Batalionu Polowego w Wiedniu należącego do Pułku Inżynieryjnego Nr 2. Batalion był uzupełniany przez 3 Korpus.
Batalion został podporządkowany komendantowi 49 Brygady Piechoty w Wiedniu, należącej do 25 Dywizji Piechoty. W 1903 roku batalion został podporządkowany pod względem wyszkolenia nowo powołanemu inspektorowi pionierów w Wiedniu.
W 1905 batalion razem z Kadrą kompanii zapasowej został przeniesiony do Ptuju (niem. Pettau) na terytorium 3 Korpusu i podporządkowany komendantowi 11 Brygady Piechoty w Grazu należącej do 6 Dywizji Piechoty.
W 1908 roku batalion został podporządkowany pod względem wyszkolenia nowo powołanemu inspektorowi pionierów w Grazu (niem. Pioninspizierender Graz) ppłk. Vinzenz Ströher.
W 1908 roku 5. kompania została podporządkowana komendantowi 55 Brygady Piechoty w Trieście należącej do 28 Dywizji Piechoty.
1 października 1912 roku oddział został przeformowany w czterokompanijny Batalion Pionierów Nr 3. Dotychczasowa 5. kompania została włączona w skład nowo powołanego Batalionu Saperów Nr 3 w Gorycji (niem. Görz). Batalion Pionierów Nr 3 został podporządkowany 11 Brygady Piechoty w Grazu należącej do 6. ITDiv., a jego 1. kompania komendantowi 56 Brygady Piechoty w Gorycji należącej do 28. ITDiv.

## Kadra
Komendanci batalionu
- ppłk Nikolaus Levnaiċ[a] (1893 – 1896)
- mjr Adolf Baumgartner[b] (1896–1899)
- kpt. / ppłk Adolf Lindner[c] (1899–1907)
- kpt. / ppłk Eduard Appel[d] (1907[23])

Oficerowie
- ppor. Walery Maryański